# Biotop

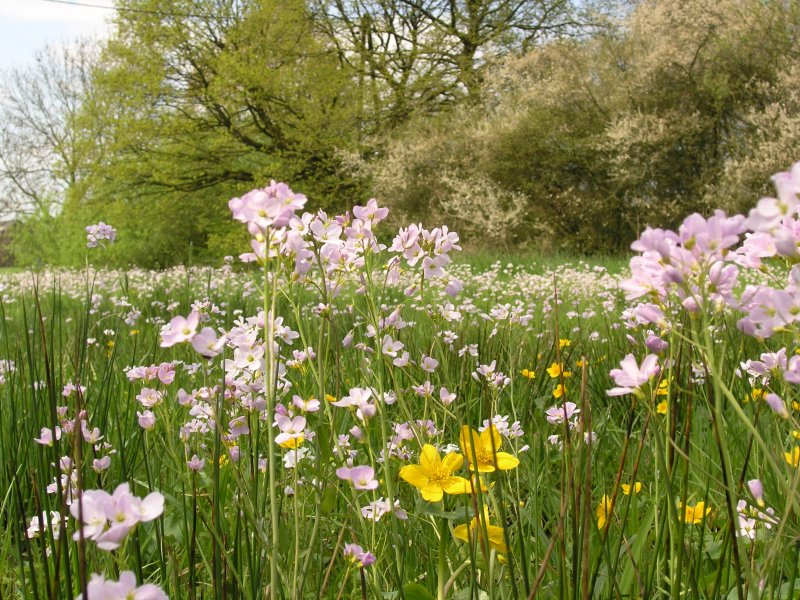
Feuchtwiese in Nordwestdeutschland mit Wiesenschaumkraut und Sumpfdotterblume (Calthion)

Der oder das Biotop (griechisch βίος bíos, deutsch ‚Leben‘, und τόπος tópos, deutsch ‚Ort‘) ist ein bestimmter Lebensraum einer Lebensgemeinschaft (Biozönose) in einem Gebiet. Biotope sind die kleinsten Einheiten der Biosphäre. Im Bereich des Naturschutzes und der Landschaftspflege werden Biotope aus pragmatischen Gesichtspunkten Biotoptypen zugeordnet. Der Begriff wurde zuerst im Jahr 1908 durch Friedrich Dahl in die Wissenschaft eingebracht.

## Begriffsbestimmung
Der Begriff Biotop ist wertfrei. Hinsichtlich der Entstehung unterscheidet man zwischen natürlicher Wildnis, deren Landschaft nicht vom Menschen verändert wurde, die auch als Primärbiotop bezeichnet werden, und Biotopen die in Gebieten entstehen, die starkem menschlichem Zugriff ausgesetzt waren als Sekundärbiotope.
Primärbiotope sind somit natürlich entstandene Landschaftsbestandteile wie nicht begradigte Bäche, und Flussauen, Borealer Nadelwald, Wüsten etc., während vom Menschen erschaffene Landschaftsbestandteile wie Bergbaufolgelandschaften, Stadtlandschaften und landwirtschaftliche Nutzflächen ebenso zu den Sekundärbiotope zählen wie Streuobstwiesen und Bergweiden.
Gemäß Naturschutzbestimmung der Fauna-Flora-Habitat-Richtlinie werden Lebensraumtypen unterteilt, wobei natürliche Biotope als prioritär bezeichnet werden (siehe Liste der FFH-Lebensraumtypen).
Da beide Biotoparten als Habitat einer Vielzahl von Arten von Pflanzen, Pilzen und Tieren oder Gemeinschaften (Biozönose) dienen, werden sie oft nach ihren Eigenschaften, einschließlich Bodenmerkmalen, klimatischen Faktoren und abiotischen Bedingungen voneinander abgegrenzt. Ein Biotop ist in den Biowissenschaften ein Lebensraum von Organismen.

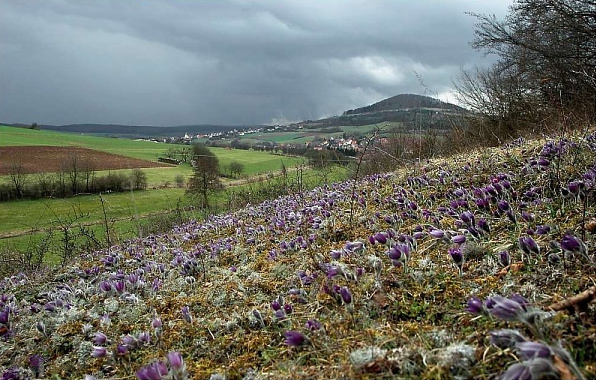
Halbtrockenrasen (Mesobromion erecti) auf Muschelkalkhang in der Rhön, mit Gewöhnlicher Kuhschelle

Ein Biotop kann sowohl Raum verschiedener Habitate (faunistische oder floristische „Wohnräume“) als auch selbst Bestandteil eines oder mehrerer Habitate sein. Es kann sowohl die vorhandene Biozönose (Lebensgemeinschaft) prägen als auch von ihr geprägt werden, weshalb man immer von einer Wechselwirkung zwischen Leben und Lebensraum ausgehen darf.
Biotope können als Kleinform bestimmten Biomen bzw. Ökozonen (ökologischen Großregionen) zugerechnet werden. Abgrenzung und Anzahl der Biome sind Ansichtssache, verbreitet (z. B. bei Begon et al.) ist die Unterscheidung von acht terrestrischen Biomen (Arktische Tundra, Nördlicher Nadelwald, Wald der gemäßigten Zonen, Tropischer Regenwald, Regengrüne Wälder, Steppen, Tropische Savannen, Mediterrane Vegetation, Wüste, Gebirge). Betrachtet man ausschließlich die Vegetation dieser Räume, werden sie unter den gleichen Bezeichnungen Pflanzenformationen beziehungsweise Vegetationszonen genannt.

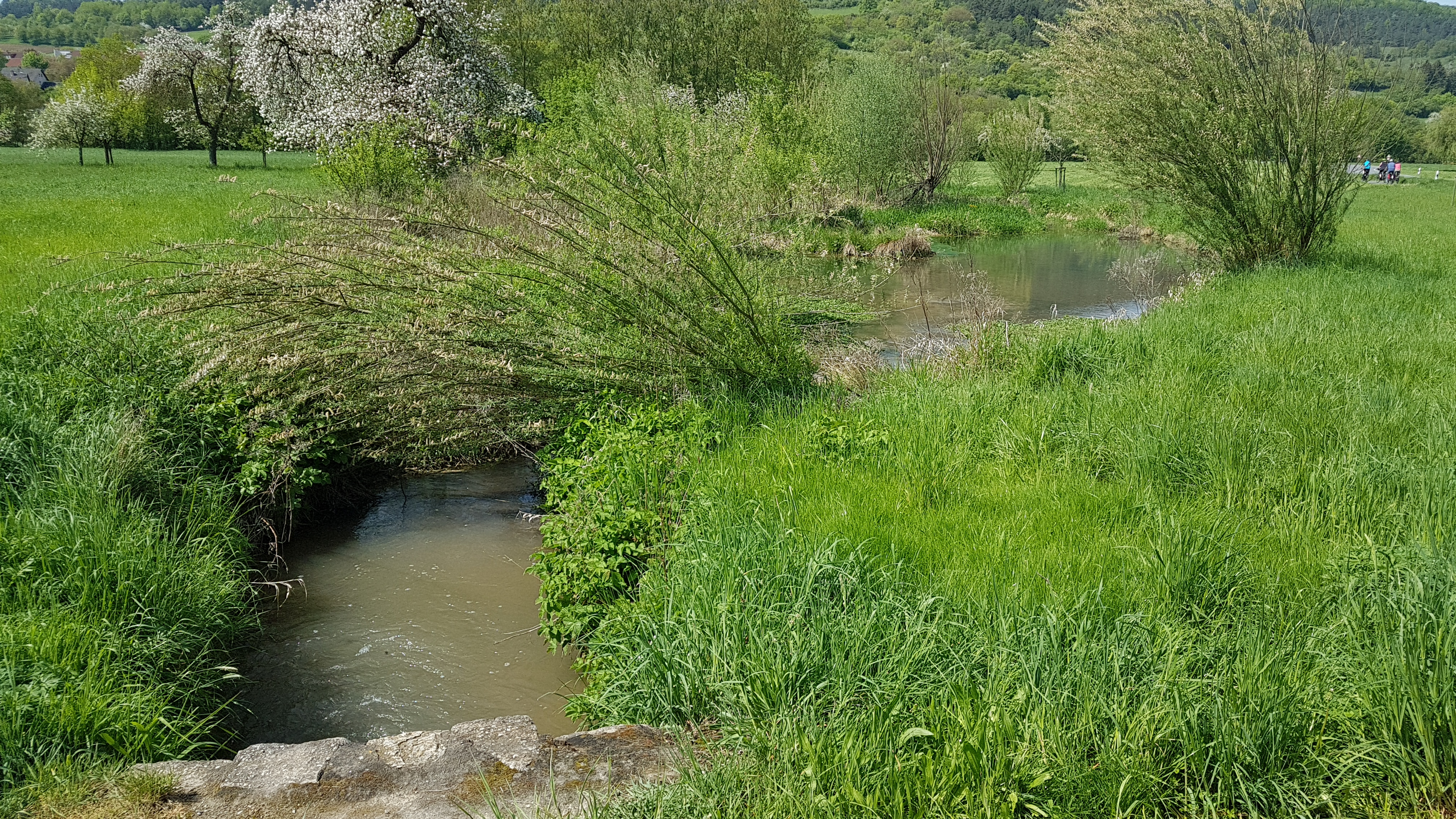
Ein von Menschen geschaffenes Biotop am Schleifgraben bei Werbach

Umgangssprachlich wird der Begriff seit der Naturschutzdebatte der 1970er Jahre auch wertend für einen, meist neu geschaffenen, kleinen Landschaftsbereich verwendet, der bedrohten Tier- oder Pflanzenarten (meist Amphibien) als Lebensraum dienen soll. Sehr oft handelt es sich um ein Stückchen Feuchtbrache mit einem selbst gegrabenen Tümpel darin („Wir legen ein Biotop an“). Diese Verwendung des Begriffs entspricht nicht seiner Bedeutung in der Wissenschaft, schwingt aber auch bei fachlicher Verwendung manchmal mit, indem „Biotop“ eben nicht wertfrei, sondern positiv besetzt verwendet wird (wie in „Biotopvernetzung“). Gemeint ist dann eigentlich „Biotop einer schützenswerten Art/Lebensgemeinschaft“.
Begriffsabgrenzung zum Habitat
Der Begriff Biotop muss von Habitat unterschieden werden. Während der Begriff Biotop eine funktionale Komponente hat, ist ein Habitat der (räumlich verstandene) Lebensraum, Lebensstätte einer Art oder Artengemeinschaft, möglicherweise auch nur ein Teil davon (z. B. Sommer- und Winterhabitat). Merkregel: „Biotop und Habitat“ sind wie „Stadt und Wohnort“.
Habitate und Biotope müssen nicht deckungsgleich sein. Das Biotop einer Lebensgemeinschaft (z. B. ein Wald) kann für unterschiedliche Arten unterschiedliche Habitate bereitstellen (ein Wald hat Strukturen wie Astlöcher, Kronen- und Krautschicht, Boden …), z. B. für Insekten. Ein Habitat kann mehrere Biotope umfassen, z. B. komplementäre Habitate, wie bei wandernden Vögeln oder vielen Säugetieren, die beispielsweise Winter- und Sommerquartiere aufsuchen.
Im englischen Sprachraum wird der Begriff Habitat („habitat“) in der Regel in der Bedeutung des deutschen „Biotop“ verwendet. In englischsprachigen Fachbüchern, teilweise auch in solchen, die aus dem Englischen übersetzt worden sind, sind die Begriffe dann synonym. Später wurde auch der Ausdruck Biotop („biotope“) aus dem Deutschen in den englischen Sprachraum importiert – allerdings weniger in seiner ursprünglichen, fachlichen Bedeutung, sondern mehr im zweiten umgangssprachlich-wertenden Sinn.

## Systematik
Die Größe eines Biotops wird in der Ökologie durch den benötigten Lebensraum der darin lebenden Organismen vorgegeben. Insbesondere große Tierarten benötigen in der Regel auch große Biotope, die zusätzlich noch aus, teilweise räumlich getrennten, Teilhabitaten zusammengesetzt sein können. Bei Betrachtung von großen, wandernden Arten wie dem Grauwal umfasst es Tausende Quadratkilometer. Sind solche Teilhabitate, zum Beispiel Sommer- und Überwinterungshabitate, für das Überleben der betrachteten Art(en) wesentlich, zählen sie alle zusammen zu dem Biotop. Da der Begriff Biotop so durch die besiedelnden Organismen bzw. durch deren Lebensgemeinschaften definiert ist, ist die Angabe einer absoluten Größe ohne Bezug darauf sinnlos. Beispielsweise kann ein Wald als Biotop von Wildarten wie Hirschen gefasst werden, aber auch eine ausgefaulte, wassergefüllte Höhlung eines einzelnen Baums darin, etwa als Biotop von Ruderfußkrebsen.
Je nach Problem- und Fragestellung innerhalb der Ökologie können Biotope manchmal einengend als Phytotope (Pflanzenstandort) und Zootope (Tierwohnort) bezeichnet werden. Diese Bezeichnungen sind aber nicht allgemein gebräuchlich. Biochoren sind eng abgegrenzte Lebensbereiche innerhalb eines Biotops.
Ein Biotop (hier aufgefasst als räumliche Erstreckung eines bestimmten Biotoptyps) ist die kleinste räumliche Einheit in der Landschaftsökologie – diese Verwendung des Begriffs deckt sich nicht ganz mit derjenigen in der Ökologie. Manche Biotope in diesem Sinne können je nach Systematik der Erfassung (Biotoptypenkartierung) eine sehr große Fläche einnehmen (z. B. Seen, Watt).
Ein Biotop (oder mehrere) mitsamt den darin lebenden Tieren und Pflanzen und den Interaktionen zwischen ihnen bilden ein Ökosystem. In der Landschaftsökologie ist daneben der (veraltete) Ausdruck „Biogeozönose“ anzutreffen. Weitere Artikel über Biotope befinden sich in der Kategorie:Biotop

## Bewertung und Gefährdung
Biotope und Biotoptypen werden häufig nach ihrer Seltenheit (bzw. Flächenentwicklung und funktionaler Stellung im Ökosystem), nach ihrer Eignung als Lebensraum für bedrohte Arten oder nach dem Grad ihrer Beeinflussung durch den Menschen (Hemerobie) bewertet.
Habitate (Lebensräume) mobiler Tierarten setzen sich oft aus mehreren Biotoptypen (als Teilhabitaten) zusammen. Dabei entstehen bei räumlicher Nachbarschaft von verschiedenen natürlichen Biotoptypen artenreiche Biotopkomplexe. Mosaikartig zusammengesetzte Kulturlandschaften aus extensiven Wirtschaftsformen ersetzen teilweise Biotope, die sich ohne Beeinflussung des Menschen im Verlauf der Sukzession (Ökosystementwicklung) von selbst entwickeln konnten (Naturlandschaften). Strukturreiche Landschaften dieser Art sind vor allem durch wirtschaftliche Interessen der Gesellschaft bedroht (Landnahme durch Verkehr, Siedlung und Rohstoffabbau, Intensivierung von Agrar- und Forstwirtschaft). Einzelne Biotope bzw. Ökosysteme leiden zudem unter dem Eintrag von Schadstoffen aus der Luft oder durch direkte Einleitungen.
Viele mobile Tierarten haben darüber hinaus einen Minimalbedarf an Flächengröße. Vor allem Tierarten, die sich am Boden fortbewegen oder sehr scheu sind, benötigen größere, zusammenhängende Lebensräume. Verkehrstrassen, land- oder forstwirtschaftliche Monokulturen und Siedlungen oder Einzelbauwerke (z. B. Wasserkraftwerke) stellen nicht nur einen Verlust von Biotopfläche dar, was zu einem Aussterben von relativ unempfindlichen Arten (die meisten massenhaft auftretenden Insekten, Spinnen, Kleinstlebewesen) in Teilräumen führen kann. Durch Landschaftszerschneidungen und negative Randzoneneinflüsse mindern sie die Qualität und Erreichbarkeit der verbleibenden Biotope (Isolation), so dass viele empfindliche und mobile Arten (beispielsweise Luchs, Wolf, Seeadler, viele Fischarten) ausgestorben oder gefährdet sind und trotz intensiver Bemühungen die Biotope nicht wieder besiedeln können.

## Biotopschutz und der Biotopverbund

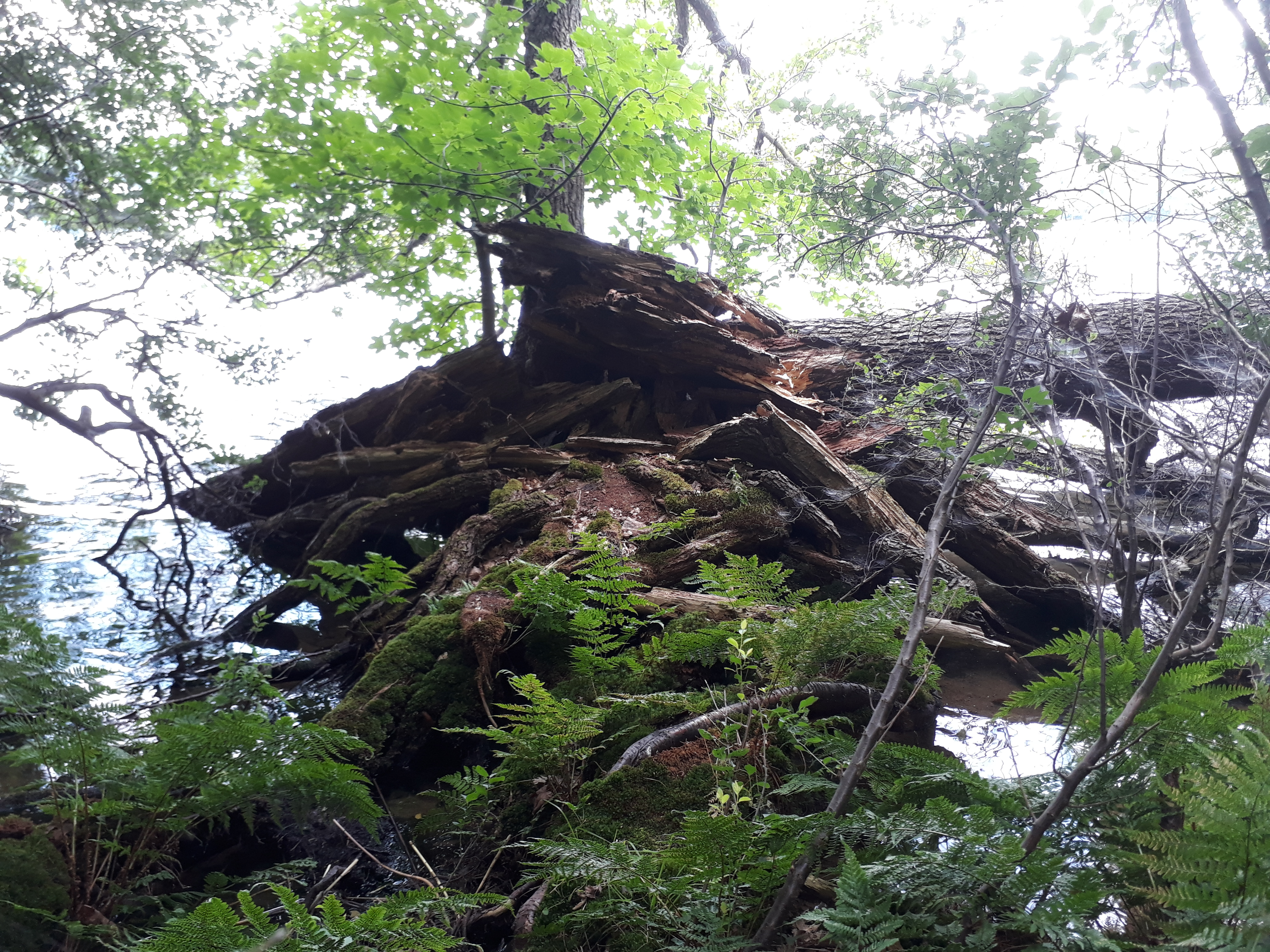
Ungehinderte Wirkung natürlicher Kräfte am Werbellinsee (2018): Durch Verwitterung des Ufers halten sich manche Bäume nicht und stürzen bei Wind ins Wasser. Liegenbleibend bilden sie ein neues Biotop.

Der Biotopschutz ist eine Strategie innerhalb des Naturschutzes. Sein Ziel ist in der Regel die Erhaltung von Populationen gefährdeter und schutzwürdiger Tier- und Pflanzenarten durch besonderen Schutz und Erhalt ihrer Lebensräume. Gegensatz (bzw.: komplementär dazu) ist der (direkte) Artenschutz. Typisches Instrument des Biotopschutzes ist die Ausweisung von Schutzgebieten. Es sollen Gebiete definiert und erhalten werden, in denen der Schutz der Natur Vorrang gegenüber Landnutzungen besitzt, oder in denen zumindest bei der Nutzung die Naturschutzbelange berücksichtigt werden müssen. Typische Artenschutzmaßnahmen können innerhalb dieser Gebiete erfolgen, um gezielt einzelne Arten oder Artengruppen zu fördern, z. B. Anlage eines Teichs für Amphibien oder Erhalt abgestorbener Bäume in einem Wald zum Schutz der Totholzfauna. Sie können aber auch in Gebieten ansetzen, in denen der Naturschutz nachrangig ist, z. B. Aufhängen von Nistkästen in Hausgärten zur Förderung der Singvögel. Normalerweise ist der Schutz der Biotope nicht selbst Zweck des Biotopschutzes, sondern der Erhalt der auf sie angewiesenen Tier- und Pflanzenarten. Innerhalb des Biotopschutzes werden unterschiedliche Strategien verfolgt. Der konservierende Naturschutz versucht, aktuell besonders artenreiche Lebensräume möglichst unverändert (oder sogar noch optimiert) zu erhalten. Dazu dient insbesondere die Erhaltung besonders artenreicher sog. Halbkulturformationen. Dies sind Lebensräume, die ihre Entstehung früher üblichen, extensiven Landnutzungsformen verdanken, z. B. Heiden, Magerrasen, Feuchtwiesen, Streuobstwiesen u. v. a. Dazu sind in der Regel Pflegemaßnahmen erforderlich, die in die natürliche Entwicklung eingreifen. Eine Spielart davon ist der Vertragsnaturschutz, der dasselbe Ziel durch (mit Nutzungsauflagen verknüpfte) Verträge mit Landnutzern (in der Regel Landwirten) anstrebt. Im Gegensatz dazu versucht der Prozessschutz, Gebiete zu schaffen, in denen die natürlichen Kräfte unbeeinflusst und ungehindert wirken können. Man hofft dann darauf, dass dadurch die Lebensräume für die bedrohten Arten von selbst entstehen. Manche Naturschützer halten bereits das Wirken dieser natürlichen Kräfte selbst in einem Gebiet für schutzwürdig, ohne dass dadurch besondere Zielarten gefördert werden müssten. Diese Position ist innerhalb des Naturschutzes aber nicht sehr verbreitet.
Wichtigste Strategie des Biotopschutzes im amtlichen Naturschutz ist die Ausweisung von Naturschutzgebieten. Andere Schutzgebietskategorien nach dem Bundesnaturschutzgesetz sind im Verhältnis dazu weniger bedeutsam. Manchmal können flächenhafte Naturdenkmale (FNDs) ähnliche Funktionen erfüllen. Die wenigen großflächigen Nationalparks besitzen (neben ihrer Bedeutung für Naturerholung und Tourismus) eher ergänzende Funktion. Nationalparke entsprechen im Wesentlichen besonders großflächigen Naturschutzgebieten. In ihnen ist darüber hinaus der Ansatz des Prozessschutzes besonders bedeutsam. Das Bundesnaturschutzgesetz sowie die Naturschutzgesetze der Bundesländer definieren darüber hinaus noch besonders wertvolle Biotoptypen, die ohne weitere Schutzgebietsausweisung geschützt sind. Dies sind vor allem Typen, die selten sind und eine sehr lange Regenerationsdauer (Zeit zur Wiederentstehung) benötigen, wie z. B. Moore.

## Gesetzlich geschützte Biotope

### Deutschland

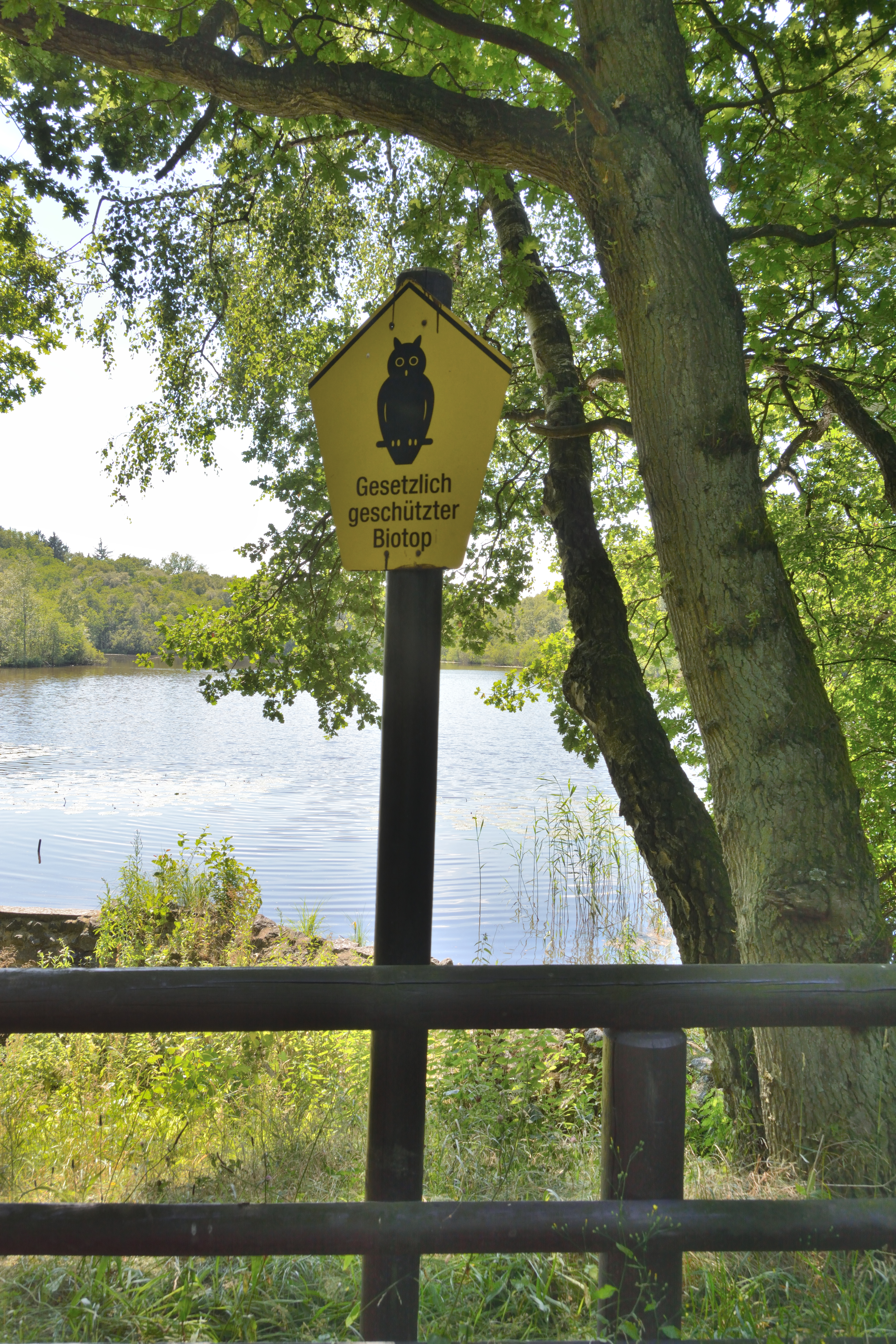
Schild „Gesetzlich geschützter Biotop“ an einem Gewässer in Schleswig-Holstein

Gesetzlich geschützte Biotope nach § 30 BNatSchG sind:
1. natürliche oder naturnahe Bereiche fließender und stehender Binnengewässer einschließlich ihrer Ufer und der dazugehörigen uferbegleitenden natürlichen oder naturnahen Vegetation sowie ihrer natürlichen oder naturnahen Verlandungsbereiche, Altarme und regelmäßig überschwemmten Bereiche,
2. Moore, Sümpfe, Röhrichte, seggen- und binsenreiche Nasswiesen, Quellbereiche, Binnenlandsalzstellen,
3. offene Binnendünen, offene natürliche Block-, Schutt- und Geröllhalden, Lehm- und Lösswände, Zwergstrauch-, Ginster- und Wacholderheiden, Borstgrasrasen, Trockenrasen, Schwermetallrasen, Wälder und Gebüsche trockenwarmer Standorte,
4. Bruch-, Sumpf- und Auwälder, Schlucht-, Blockhalden- und Hangschuttwälder,
5. offene Felsbildungen, alpine Rasen sowie Schneetälchen und Krummholzgebüsche,
6. Fels- und Steilküsten, Küstendünen und Strandwälle, Strandseen, Boddengewässer mit Verlandungsbereichen, Salzwiesen und Wattflächen im Küstenbereich, Seegraswiesen und sonstige marine Makrophytenbestände, Riffe, sublitorale Sandbänke der Ostsee sowie artenreiche Kies-, Grobsand- und Schillbereiche im Meeres- und Küstenbereich,
7. magere Flachland-Mähwiesen und Berg-Mähwiesen nach Anhang I der Richtlinie 92/43/EWG, Streuobstwiesen, Steinriegel und Trockenmauern.

Beeinträchtigungen dieser gesetzlich geschützten Biotope sind grundsätzlich verboten. Sofern ein „überwiegendes öffentliches Interesse“ eine Zuwiderhandlung erforderlich macht, können Ausnahmen zugelassen werden; in diesen Fällen müssen die Beeinträchtigungen in geeigneter Weise kompensiert werden.
Der Erfolg anfänglicher Bemühungen des Biotopschutzes, der sich auf den Erhalt und die Wiederherstellung wertvoller Biotope beschränkte, war durch die Isolation der Biotope durch Verkehr und Siedlungen stark eingeschränkt. Wegen des zunehmenden Drucks wirtschaftlicher Landnutzungen lassen sich Minimalansprüche an Habitatsgrößen oder die kritische Verbunddistanzen mancher Arten nicht befriedigen. Manche Tiere können ihre komplementären Habitate (z. B. Laichplätze) nicht mehr erreichen oder sind von anderen Populationen isoliert (genetische Verarmung). Daher ist der Biotopverbund seit der Novellierung des Bundesnaturschutzgesetzes 2001 ein weiteres wesentliches Ziel des Naturschutzes geworden (§ 3 BNatSchG a. F.).
Der Biotopverbund soll die Barrieren für Tierarten abbauen. Ein Verbund besteht aus sogenannten Trittsteinen (für mobile Arten, wie z. B. Vögel), aus linearen Elementen (z. B. Hecken, Flüsse, Bäche, Ackerrandstreifen etc.), Verbundflächen (z. B. strukturreiche Gebiete für Wild), und aus den eigentlich zu schützenden Biotopen oder Kernflächen eines Naturschutzgebietes. Der Biotopverbund beansprucht dabei insbesondere Flächen innerhalb der Siedlungen oder an Verkehrsanlagen, um deren negative Barrierewirkung abzubauen. Einzelmaßnahmen sind z. B. Grünbrücken oder Krötentunnel, die Tiere in die Lage versetzen sollen, trotz der intensiven Landnutzung ihre Lebensraumansprüche ansatzweise zu erhalten.
Seit 1988 wird in Hessen das Biotop des Jahres ausgerufen, um die Öffentlichkeit auf gefährdete oder besonders wertvolle Biotope aufmerksam zu machen.

### Schweiz
Der Artikel 18a des Bundesgesetzes über den Natur- und Heimatschutz (NHG) bildet die Grundlage für die nationalen Biotopinventare in der Schweiz. Die folgende Tabelle zeigt die fünf Inventare im Einzelnen.
| Code in internationalen Datenbanken                                                                        | Bezeichnung der Inventare                                             | Gesetzliche Grundlage                                                             |
| --- | --------------------------------------------------------------------- | --------------------------------------------------------------------------------- |
| CH02 | Bundesinventar der Hoch- und Übergangsmoore von nationaler Bedeutung  | Verordnung über den Schutz der Hoch- und Übergangsmoore von nationaler Bedeutung  |
| CH03 | Bundesinventar der Auengebiete von nationaler Bedeutung               | Verördnung über den Schutz der Auengebiete von nationaler Bedeutung               |
| CH04 | Bundesinventar der Flachmoore von nationaler Bedeutung                | Verordnung über den Schutz der Flachmoore von nationaler Bedeutung                |
| CH05 | Bundesinventar der Amphibienlaichgebiete von nationaler Bedeutung     | Verordnung über den Schutz der Amphibienlaichgebiete von nationaler Bedeutung     |
| CH06 | Bundesinventar der Trockenwiesen und -weiden von nationaler Bedeutung | Verordnung über den Schutz der Trockenwiesen und -weiden von nationaler Bedeutung |
| Quelle: Legal or equivalent instruments used by countries for designation of protected and conserved areas |                                                                       |                                                                                   |

Die fünf Inventare wurden zwischen 1991 und 2010 etappenweise in Kraft gesetzt. Periodisch werden Erfolgskontrollen durchgeführt und die Inventare angepasst. Nebst diesen Inventaren auf nationaler Ebene gibt es auf internationaler Ebene auch in der Schweiz Ramsar- und Smaragd-Gebiete.

## Kritik und Widerstände
Der Biotopschutz ist als gesellschaftliches und politisches Ziel demokratisch legitimiert und gesetzlich definiert. Andererseits machen Erhalt und Pflege von wertvollen Biotopen einen finanziell und energetisch hohen Aufwand notwendig, der externe, also meist von der Allgemeinheit zu tragende, Kosten bedeutet. Die wertvolle, künstliche Kulturlandschaft ist unter dem Druck der wirtschaftlichen Interessen flächenintensiver Nutzungen (Land- und Forstwirtschaft, Siedlungsaktivitäten, Rohstoffabbau) nur durch politische Instrumente zu erhalten. Die Wirksamkeit von Schutz- und Pflegemaßnahmen erschließt sich dem fachfremden Beobachter nicht immer, und so werden Maßnahmen häufig als „unsinnige Verschwendung“ oder als „Zumutung“ empfunden.
Ein wesentlicher gesellschaftlicher Widerstand gegen den Biotopschutz, neben dem Druck durch Landnahme, ist, dass die entstehenden externen Kosten nicht in die Produktionskosten oder die Preise für die Verbraucher internalisiert werden. Die aufwändige Pflege von Biotopen wäre in einem wesentlich geringeren Maße notwendig, wenn ihre Nutzung bzw. Bewirtschaftung durch höhere Preise bezahlt (und gefördert) würde. Durch gesteigerte Effizienz, die mit einer Verschlechterung des Zustandes von Natur und Landschaft einherging, wurden in der Vergangenheit Ressourcen freigestellt. Diese Ressourcen werden aber bisher nicht in ausreichendem Maße zum Erhalt des Zustandes von Natur und Landschaft als Lebensgrundlage des Menschen genutzt.
Eine sinnvolle Strategie besteht in der Einrichtung von Großschutzgebieten, in denen sich bestimmte Biotope von selbst einstellen können. Gleichzeitig nimmt jedoch der wirtschaftlich motivierte Bebauungs- und Siedlungsdruck stetig zu. Die flächige Zersiedelung und der Erholungsbedarf der Bevölkerung machen wirksame Großschutzgebiete, in denen die Natur sich in letzter Konsequenz sich selbst überlassen bleiben würde, in vielen Regionen anscheinend unmöglich.
Besonders in den Alpen steigt der Druck auf die (weitgehend unerschlossene) Natur durch geplante Neubauten zur Gewinnung erneuerbarer Energie (Wind-, Sonnen- und Wasserkraft). So sind Energieanlagen im alpinen Raum geplant, wo der Schutz früher unnötig schien, weil es Gebiete waren, die bisher außerhalb touristischer und wirtschaftlicher Interessen lagen. Infolge der Klimaerwärmung ziehen sich die Gletscher zurück und hinterlassen neue Gletschervorfelder, die bisher nicht geschützt sind, wie etwa das Vorfeld beim Triftgletscher, wo ein Kraftwerk entstehen soll.